# 81. območni štab Slovenske vojske
81. območni štab (kratica: 81. OŠTO/81. OŠSV) je bil območni štab, sprva Teritorialne obrambe Republike Slovenije, nato pa Slovenske vojske, ki je bil aktiven med slovensko osamosvojitveno vojno.
Spadal je pod poveljstvo 8. pokrajinskega štaba in deloval v sklopu Zahodnoštajerske pokrajine.

## Zgodovina
OŠTO je bil ustanovljen v veliki reorganizaciji TO RS v aprilu/maju 1991 v skladu z Zakonom o obrambi in zaščiti, ki je bil sprejet 29. marca 1991 in stopil v veljavo 14. aprila istega leta: 30. aprila so bili ukinjeni občinski štabi in naslednji dan (1. maja) ustanovljeni območni štabi. Območni štab je tako nastal z združitvijo Občinskega štaba Celje in Žalec.
Leta 1998 je bila izvedena nova strukturna reorganizacija Slovenske vojske, s katero so bili ukinjeni območni štabi.

## Poveljstvo
Junij 1991
- poveljnik OŠTO: major Adi Vidmajer
- načelnik štaba OŠTO: major Franc Kapun
- pomočnik za operativo: Emil Pižorn
- pomočnik za usposabljanje: Danijel Pavlič
- pomočnik za mobilizacijske zadeve: Zdenko Trpin
- pomočnik za rodove: Drago Ožek
- pomočnik za zaledje: Danijel Majcen